# Hameau des Papins
Le Hameau des Papins est un hameau du village de Frasnes-lez-Buissenal situé en Wallonie dans l'entité de Frasnes-lez-Anvaing.

## Situation
Le hameau comprend une importante exploitation agricole et une demi-douzaine d'habitations. Elle se situe à environ 5 kilomètres au nord-est du village de Frasnes-lez-Buissenal, entre les hameaux de Pironche et de la Houssière. On y accède par une route très pentue.

## Patrimoine
La chapelle Saint-Hilaire.

## Cyclisme
Le Hameau des Papins est une côte souvent franchie lors de courses cyclistes sur route comme Kuurne-Bruxelles-Kuurne. Cette montée asphaltée mesure 1 200 m, a un pourcentage moyen de 6,6 % et une pente maximale de 16,2 %. Les 600 premiers mètres sont les plus raides avant un replat de 300 mètres et une fin de côte moins pentue. Cette route étroite se dirige vers le nord depuis la route nationale 529 (rue Pironche, altitude : 56 m) jusqu'à la rue du Dieu des Monts (altitude : 135 m), soit un dénivelé de 79 m). Cette côte est aussi appelée Le Rossignol.